# Johannes Zwick
Johannes Zwick, född omkring 1496 i Konstanz. Drabbades av pest och dog 23 oktober 1542 i Bischofszell. Zwick var en tysk reformert präst. Psalmförfattare representerad i danska Psalmebog for Kirke og Hjem och i Den svenska psalmboken 1986 med en morgonpsalm, som tonsatts av Johann Walter från 1541. Han utgav en evangelisk psalmbok, som utkom i flera upplagor, varav en bevarad från 1540 har titeln: Nüw gsangbücle von vil schönen Psalmen vnd geistlichen liedern. Flera av texterna lär han ha diktat själv medan andra är översättningar från latin.

## Psalmer
- Som skimret över hav och sky, diktad före 1542. Översatt till svenska av Anders Frostenson 1969. Nr 178 i Den svenska psalmboken 1986 under rubriken "Morgon".

Danska:
- På denne dag vi se Guds Søn diktad 1536 och översatt till danska av Hans Adolph Brorson 1734.

Originaltitlar:
- All Morgen ist ganz frisch und neu
- Du höchstes Licht, du ewger Schein
- Auf diesen Tag bedenken wir